# Kohärenter Zustand
Ein kohärenter Zustand {\displaystyle |\alpha \rangle } in der Mehrteilchen-Quantenmechanik ist ein quantenmechanischer Zustand, meist bei identischen Bosonen, bei dem die Teilchenzahl nicht scharf definiert ist, sondern gemäß einer Poissonverteilung mit dem Mittelwert {\displaystyle |\alpha |^{2}} verteilt ist. Wie R.J. Glauber 1963 zeigte, lässt sich die elektromagnetische Welle einer Laser-Mode am besten durch solch einen kohärenten Zustand beschreiben. Nach ihm werden sie auch als Glauber-Zustände bezeichnet.
Kohärente Zustände kommen klassischen elektromagnetischen Wellen sehr nahe, weil der Erwartungswert der elektrischen Feldstärke die Form einer klassischen elektromagnetischen Welle hat.

## Geschichte
Der kohärente Zustand wurde von Erwin Schrödinger entdeckt, als er nach einem Zustand des quantenmechanischen harmonischen Oszillators suchte, der sich möglichst ähnlich verhält wie ein harmonisch schwingendes klassisches Teilchen. Der gesuchte Zustand sollte demnach ein gaußsches Wellenpaket minimaler Breite sein, das im harmonischen Potential hin- und herläuft, ohne seine Form zu verändern. Schrödinger fand einen solchen Zustand in Gestalt einer bestimmten kohärenten Überlagerung von Energieeigenzuständen des Oszillators, in der die Betragsquadrate der Koeffizienten in Abhängigkeit von der Quantenzahl eine Poissonverteilung zeigen. Je höher deren Mittelwert, desto größer die Schwingungsamplitude.
Sie wurden in den 1960er Jahren wiederentdeckt und zwar unabhängig voneinander von John Klauder für kontinuierliche Darstellungen von Quantenzuständen und für die Beschreibung von Laserlicht in Quantenelektrodynamik und Quantenoptik 1963 von Roy Glauber, der den Namen prägte.

## Eigenschaften
Wichtige Eigenschaften eines kohärenten Zustandes {\displaystyle |\alpha \rangle } sind:
- Normierung: Der Vorfaktor des kohärenten Zustandes dient der Normierung, sodass gilt: {\displaystyle \langle \alpha |\alpha \rangle =1}
- Keine Orthogonalität: Kohärente Zustände sind nicht orthogonal: {\displaystyle \langle \beta |\alpha \rangle =\exp \left(\alpha \beta ^{*}-(|\beta |^{2}+|\alpha |^{2})/2\right)\neq \delta (\alpha -\beta )}
- Der kohärente Zustand ist ein rechtsseitiger Eigenzustand des Vernichtungsoperators {\displaystyle {\hat {a}}}: {\displaystyle {\hat {a}}|\alpha \rangle =\alpha |\alpha \rangle } (siehe Herleitung).

Dagegen ist der Bra-Vektor ein linksseitiger Eigenzustand des Erzeugungsoperators {\displaystyle {\mathit {{\hat {a}}^{\dagger }}}} mit komplex-konjugiertem Eigenwert {\displaystyle \alpha ^{*}}: {\displaystyle \langle \alpha |{\hat {a}}^{\dagger }=\alpha ^{*}\langle \alpha |}
Der Vernichtungsoperator kann also im Gegensatz zum Erzeugungsoperator tatsächlich Eigenzustände (Rechtseigenzustände) besitzen.
Der Vernichtungsoperator verringert die maximale Teilchenzahl um eins; da ein Zustand im Fockraum aber Komponenten aller Teilchenzahlen beinhalten kann (wie es beim kohärenten Zustand zutrifft), ist damit nicht verboten, dass {\displaystyle {\hat {a}}} Eigenzustände besitzt. Dagegen erhöht der Erzeugungsoperator die minimale Teilchenzahl eines Zustandes im Fockraum um eins; der damit entstandene Zustand kann also nicht der ursprüngliche sein.
- In einer wechselwirkungsfreien Theorie (im harmonischen Oszillator) bleiben kohärente Zustände kohärent. Sie sind jedoch keine Eigenzustände des freien Hamilton-Operators. Vielmehr rotiert die Phase von {\displaystyle \alpha } mit der Oszillatorfrequenz {\displaystyle \omega }, d. h. ein kohärenter Zustand geht in einen anderen kohärenten Zustand über.
- Kohärente Zustände haben die Form eines gaußschen Wellenpakets mit minimaler Unschärfe: {\displaystyle \langle \Delta x\rangle \langle \Delta p\rangle ={\tfrac {\hbar }{2}}} (mit dem reduzierten Planckschen Wirkungsquantum {\displaystyle \hbar }), das in dem Oszillatorpotential {\displaystyle V(x)={\tfrac {1}{2}}m\omega ^{2}x^{2}}  wie bei einer harmonischen Schwingung der Amplitude {\displaystyle x_{max}={\sqrt {\tfrac {2\hbar }{m\omega }}}\;|\alpha |}  hin- und herläuft ohne seine Form zu verändern.
- In der Quantenelektrodynamik ist der kohärente Zustand ein Eigenzustand des Operators des Vektorfeldes {\displaystyle {\hat {A}}} (oder, gleichbedeutend, des elektrischen Feldes {\displaystyle {\hat {E}}}). In einem kohärenten Zustand sind die Quantenfluktuationen des elektrischen Feldes identisch zu dem des Vakuumzustandes.

### Darstellung im Phasenraum

Darstellung eines kohärenten Zustands im Phasenraum. Die Achsen entsprechen dem Real- bzw. Imaginärteil von.

Viele dieser Eigenschaften lassen sich im Phasenraum veranschaulichen, der von den Quadraturen {\displaystyle X_{1}=\operatorname {Re} \left(\alpha \right)} und {\displaystyle X_{2}=\operatorname {Im} \left(\alpha \right)} aufgespannt wird (siehe Abbildung):
{\displaystyle \alpha =X_{1}+iX_{2}=\left|\alpha \right|\mathrm {e} ^{i\Phi }}
Der minimalen Unschärfe entspricht im Phasenraum die kleinstmöglichen Fläche, die ein Zustand mindestens ausfüllt. Der Kreis, der in der Abbildung einen kohärenten Zustand repräsentiert, hat somit eine Fläche von {\displaystyle {\tfrac {\hbar }{2}}}. Die Zeitentwicklung des kohärenten Zustands entspricht einer Rotation des Kreises um den Ursprung des Phasenraums mit Frequenz {\displaystyle \omega ={\dot {\Phi }}}.

Analoge Darstellung mit Unsicherheiten in Phase und Amplitude

Anstatt {\displaystyle \Delta X_{1}} und {\displaystyle \Delta X_{2}} können auch Phasen- und Amplituden-Unschärfen verwendet werden (zweite Abbildung). Dabei ist der Erwartungswert des Teilchenzahloperators {\displaystyle n}:
{\displaystyle \langle \alpha |a^{\dagger }a|\alpha \rangle =\left|\alpha \right|^{2}={\bar {n}}}
{\displaystyle \Rightarrow |\alpha |={\sqrt {\bar {n}}}}
Diese Formulierung erklärt anschaulich das Schrotrauschen.
Der Nicht-Orthogonalität kohärenter Zustände entspricht eine Überlappung ihrer Flächen im Phasenraum. Denn anders als es die Abbildungen zunächst vermuten lassen, sind die Flächen nicht scharf begrenzt, sondern klingen gaußförmig ab. Der Kreisrand in den Abbildungen entspräche dann etwa der Halbwertsbreite.
Die Darstellung im Phasenraum hilft z. B. beim Vergleich von gequetschtem Licht mit kohärenten Zuständen. Dieses entspricht im Phasenraum einer Ellipse, die aus dem Kreis des kohärenten Zustands hervorgeht, indem eine der beiden Unsicherheiten verkleinert wird. Weil die Fläche im Phasenraum aber nicht kleiner werden kann, geht das „Quetschen“ mit einer entsprechend größeren Unsicherheit in der anderen Quadratur einher.
Ferner macht die Phasenraum-Darstellung den Effekt des Verschiebungsoperators {\displaystyle \operatorname {D} (\alpha )} im Fockraum (s. u.) anschaulich klar.

### Darstellung im Fockraum
Ein idealer kohärenter Zustand bei der quantenfeldtheoretischen Behandlung der Photonen, Elektronen etc. ist stets eine Überlagerung von Zuständen verschiedener Teilchenzahl, er enthält sogar (verschwindend geringe) Anteile beliebig hoher Teilchenzahl.
In Fock-Raum-Schreibweise (nach Wladimir Alexandrowitsch Fock) ergibt sich der kohärente Zustand {\displaystyle |\alpha \rangle } als unendliche Linearkombination von Zuständen fester Teilchenzahl (Fock-Zustände) {\displaystyle |n\rangle } nach:
{\displaystyle |\alpha \rangle =\mathrm {e} ^{-{|\alpha |^{2} \over 2}}\sum _{n=0}^{\infty }{\alpha ^{n} \over {\sqrt {n!}}}|n\rangle }
Dabei ist {\displaystyle \alpha } eine beliebige nichtverschwindende komplexe Zahl, die den kohärenten Zustand vollständig definiert.
Die Wahrscheinlichkeit, eine Besetzung von genau n Teilchen zu messen, ist:
{\displaystyle P(n)=|\langle n|\alpha \rangle |^{2}={\frac {|\alpha |^{2n}}{n!}}\mathrm {e} ^{-|\alpha |^{2}}}
Die Verteilung entspricht also der Poisson-Verteilung. Demnach ist {\displaystyle |\alpha |^{2}} der Erwartungswert der Besetzungszahl des kohärenten Zustandes.
Der kohärente Zustand kann durch Anwendung eines unitären „Verschiebungsoperators“ {\displaystyle {\hat {D}}(\alpha )} aus dem unbesetzten Zustand {\displaystyle |0\rangle } des Systems erzeugt werden (siehe Herleitung):
{\displaystyle |\alpha \rangle ={\hat {D}}(\alpha )|0\rangle =\exp {\left(\alpha {\hat {a}}^{\dagger }-\alpha ^{*}{\hat {a}}\right)}|0\rangle }
Dabei sind {\displaystyle {\mathit {{\hat {a}}^{\dagger }}}} und {\displaystyle {\hat {a}}\ } die Auf- bzw. Absteigeoperatoren des Fock-Zustandes.
Die Übertragung in den Fockraum wurde von Roy J. Glauber entwickelt.

## Kohärente Zustände in der Quantenmechanik

Zeitentwicklung der Wahrscheinlichkeitsverteilung mit Phase (farblich) eines kohärenten Zustands mit α=3.

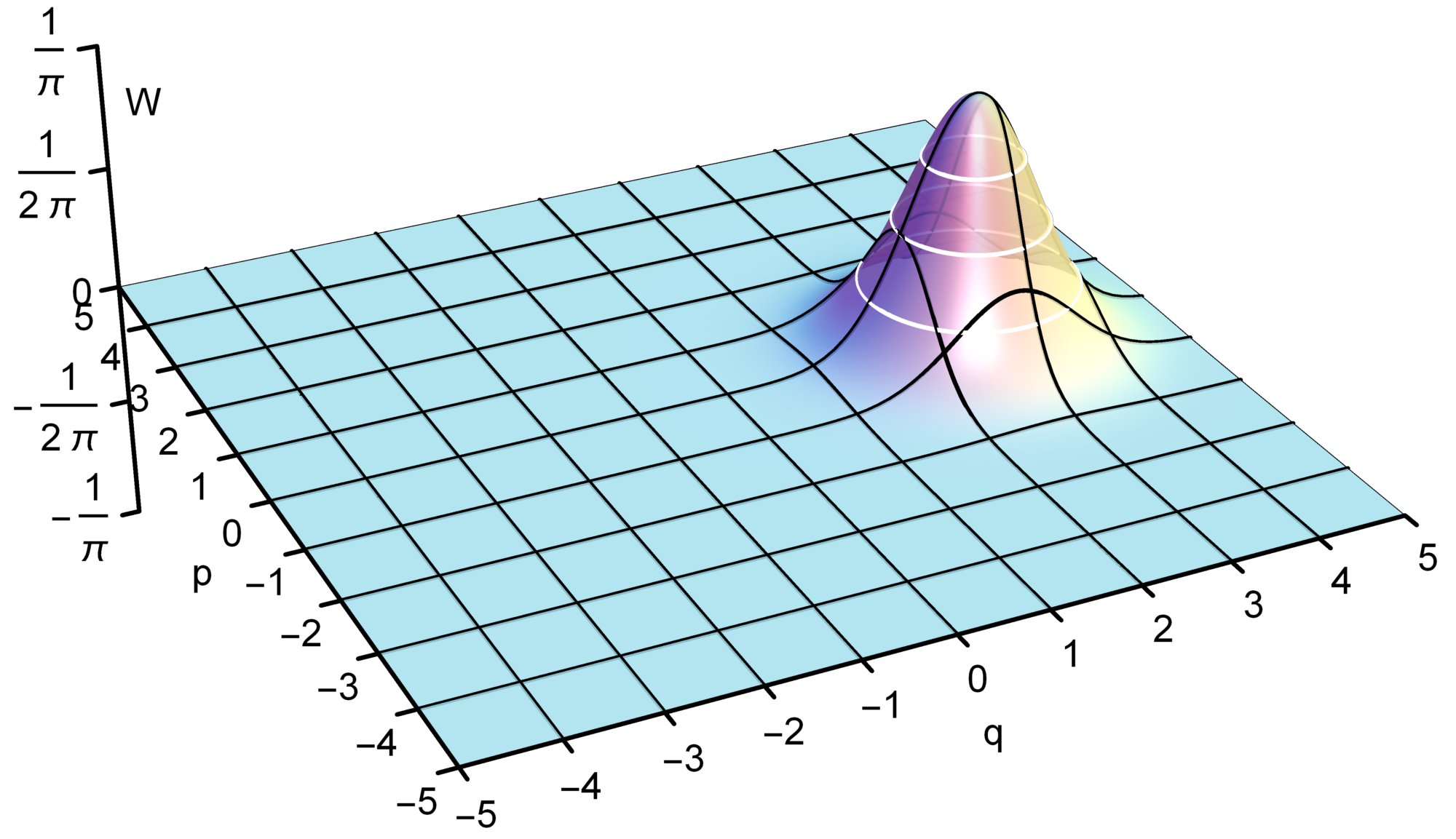
Wignerfunktion eines kohärenten Zustands mit α=2 im Phasenraum.

In der 1-Teilchen-Quantenmechanik versteht man unter einem kohärenten Zustand ein Gaußsches Wellenpaket mit reeller Varianz {\displaystyle \sigma ^{2}}. Als weitere Parameter hat es den Erwartungswert q des Ortes und den Erwartungswert p des Impulses. Die normierte Wellenfunktion im Ortsraum in einer Raumdimension lautet:
{\displaystyle \psi _{q,p}(x)=\pi ^{-1/4}\sigma ^{-1/2}\mathrm {e} ^{-(x-q)^{2}/2\sigma ^{2}}e^{ipx/\hbar }\qquad \sigma \in \mathbf {R} }
Der entsprechende Ket-Vektor {\displaystyle |q,p\rangle } ist definiert durch:
{\displaystyle \psi _{q,p}(x)=\langle x|q,p\rangle }

### Quasiklassische Eigenschaften
Die Unschärfen von Ort und Impuls sind beim Gaußschen Wellenpaket gegeben durch:
{\displaystyle (\Delta q)^{2}=\int \psi _{q,p}^{*}(x)(x-q)^{2}\psi _{q,p}(x)\,\mathrm {d} x={\frac {\sigma ^{2}}{2}}\qquad \qquad }
{\displaystyle (\Delta p)^{2}=\int \psi _{q,p}^{*}(x)\left({\frac {\hbar }{i}}\,{\frac {\partial }{\partial x}}-p\right)^{2}\psi _{q,p}(x)\,\mathrm {d} x={\frac {\hbar ^{2}}{2\sigma ^{2}}}}
Das Unschärfeprodukt nimmt also den minimalen Wert an:
{\displaystyle \Delta q\,\Delta p={\frac {\hbar }{2}}}
Auch umgekehrt folgt aus einem minimalen Unschärfeprodukt, dass die Wellenfunktion ein Gaußsches Wellenpaket ist.
Im Limes {\displaystyle \Delta q\to 0} wird das Wellenpaket zu einem Eigenzustand des Ortes, im Limes {\displaystyle \Delta p\to 0} zu einem Eigenzustand des Impulses. Unter „klassischen“ Bedingungen, wenn sowohl {\displaystyle \Delta q} als auch {\displaystyle \Delta p} als klein angesehen werden kann, ist das Gaußsche Wellenpaket näherungsweise ein gemeinsamer Eigenzustand von Ortsoperator und Impulsoperator:
{\displaystyle {\begin{array}{l}{\hat {q}}|q,p\rangle =q|q,p\rangle +O(\Delta q)\\{\hat {p}}|q,p\rangle =p|q,p\rangle +O(\Delta p)\end{array}}}
Die Fehler sind von der Größenordnung der Unschärfen, denn als Maß für die Abweichung von der Eigenwertgleichung können gerade die Ausdrücke gelten, die die Unschärfen definieren (s. o.).

### Vollständigkeitsrelation
Jedes Wellenpaket lässt sich als Superposition von Gaußschen Wellenpaketen darstellen. Als Operatorgleichung formuliert (Zerlegung der Eins):
{\displaystyle {\boldsymbol {1}}=\int |q,p\rangle \,\langle q,p|~{\frac {\mathrm {d} q\,\mathrm {d} p}{h}}}
Dies kann man zeigen, indem man auf beiden Seiten das Matrixelement {\displaystyle \langle x|\cdots |x'\rangle } in der Ortsbasis bildet und auf der rechten Seite die Wellenfunktionen {\displaystyle \psi _{q,p}} sowie die Fourierdarstellung der Deltafunktion benutzt.
Die Planck-Konstante wird auf diese Weise zur Bezugsgröße für klassische Phasenvolumina.

### Anwendung: Klassische Zustandssumme
Mit Hilfe der Vollständigkeitsrelation kann die klassische 1-Teilchen-Zustandssumme für die kanonische Gesamtheit in einfacher Weise aus der quantenmechanischen Zustandssumme
{\displaystyle Z=\operatorname {tr} \,\mathrm {e} ^{-\beta {\hat {H}}}}
hergeleitet werden. Wenn nämlich die Unschärfen von Ort und Impuls vernachlässigbar und somit die kohärenten Zustände gemeinsame Eigenzustände von Ort, Impuls und Hamiltonoperator sind, gilt:
{\displaystyle {\begin{aligned}Z&=\operatorname {tr} \left(\mathrm {e} ^{-\beta {\hat {H}}}\int {\frac {\mathrm {d} q\,\mathrm {d} p}{h}}|q,p\rangle \langle q,p|\right)\\&=\int {\frac {\mathrm {d} q\,\mathrm {d} p}{h}}\,\mathrm {e} ^{-\beta H(q,p)}\operatorname {tr} \,|q,p\rangle \langle q,p|\\&=\int {\frac {\mathrm {d} q\,\mathrm {d} p}{h}}\,\mathrm {e} ^{-\beta H(q,p)}\end{aligned}}}
wobei {\displaystyle \operatorname {tr} \,|\phi \rangle \langle \psi |=\langle \psi |\phi \rangle } benutzt wurde.
Eine genauere Argumentation mit oberen und unteren Schranken findet sich in.

## Herleitung
Im Folgenden wird gezeigt, dass die kohärenten Zustände Eigenzustände des Vernichtungsoperators sind:
{\displaystyle {\hat {a}}\left|\alpha \right\rangle =\alpha \left|\alpha \right\rangle }
Die Fockzustände {\displaystyle |n\rangle } bilden ein vollständiges Orthonormalensystem, also kann man jeden Zustand nach ihnen entwickeln:
{\displaystyle |\alpha \rangle =\sum \limits _{n=0}^{\infty }|n\rangle \underbrace {\langle n|\alpha \rangle } _{b_{n}}=\sum \limits _{n=0}^{\infty }b_{n}|n\rangle }
Nun betrachtet man die linke Seite der Eigenwertgleichung, wobei {\displaystyle {\hat {a}}|n\rangle ={\sqrt {n}}|n-1\rangle }. Zudem gilt {\displaystyle {\hat {a}}|0\rangle =0}, weswegen der Laufindex der Summe nach dem zweiten Gleichheitszeichen auf {\displaystyle n=1} erhöht wird:
{\displaystyle {\hat {a}}|\alpha \rangle =\sum \limits _{n=0}^{\infty }b_{n}{\hat {a}}|n\rangle =\sum \limits _{n=1}^{\infty }b_{n}{\sqrt {n}}\,|n-1\rangle =\sum \limits _{n=0}^{\infty }b_{n+1}{\sqrt {n+1}}\,|n\rangle }
Das Vertauschen von {\displaystyle {\hat {a}}} und der unendlichen Summe (und damit einer Grenzwertbildung) ist keinesfalls trivial, denn {\displaystyle {\hat {a}}} ist selbst im Fall des harmonischen Oszillators ein unstetiger Operator. Im Fall des harmonischen Oszillators lässt sich dieser Schritt begründen, im Allgemeinen ist hier jedoch Vorsicht geboten!
Die rechte Seite der Eigenwertgleichung:
{\displaystyle \alpha |\alpha \rangle =\sum \limits _{n=0}^{\infty }b_{n}\alpha |n\rangle }
Aus der Gleichheit beider Seiten gewinnt man eine Rekursionsbeziehung {\displaystyle b_{n+1}{\sqrt {n+1}}=b_{n}\alpha }
{\displaystyle b_{n}={\frac {\alpha }{\sqrt {n}}}\,b_{n-1}\Rightarrow b_{n}={\frac {\alpha ^{n}}{\sqrt {n!}}}\,b_{0}}
Nun nutzt man die Normierungsbedingung der kohärenten Zustände aus, um {\displaystyle b_{0}} zu bestimmen:
{\displaystyle 1=\langle \alpha |\alpha \rangle =\sum \limits _{m,n=0}^{\infty }b_{m}^{*}b_{n}\underbrace {\langle m|n\rangle } _{\delta _{mn}}=\sum \limits _{n=0}^{\infty }|b_{n}|^{2}=\sum \limits _{n=0}^{\infty }{\frac {|\alpha |^{2n}}{n!}}|b_{0}|^{2}=\mathrm {e} ^{|\alpha |^{2}}|b_{0}|^{2}}
Radizieren liefert {\displaystyle b_{0}}, wobei eine komplexe Phase zu null und somit {\displaystyle b_{0}} reell gewählt wird:
{\displaystyle b_{0}=e^{-{\frac {1}{2}}|\alpha |^{2}}}
Dies ergibt eingesetzt in obige Entwicklung die Darstellung der kohärenten Zustände:
{\displaystyle |\alpha \rangle =\sum \limits _{n=0}^{\infty }b_{n}|n\rangle =b_{0}\sum \limits _{n=0}^{\infty }{\frac {\alpha ^{n}}{\sqrt {n!}}}|n\rangle =\mathrm {e} ^{-{\frac {\left|\alpha \right|^{2}}{2}}}\sum \limits _{n=0}^{\infty }{\frac {\alpha ^{n}}{\sqrt {n!}}}\left|n\right\rangle }
Nutzt man noch aus, dass die Fockzustände {\displaystyle |n\rangle } sich durch Anwendung des Erzeugungsoperators aus dem Vakuumzustand {\displaystyle |0\rangle } ergeben {\displaystyle \left|n\right\rangle =(n!)^{-1/2}\,({\hat {a}}^{\dagger })^{n}\left|0\right\rangle } und dann noch dass die Anwendung des Vernichtungsoperators auf den Vakuumzustand eine Null produziert {\displaystyle {\hat {a}}|0\rangle =0} bzw. {\displaystyle e^{-\alpha ^{*}{\hat {a}}}\left|0\right\rangle =\left|0\right\rangle }, dann erhält man:
{\displaystyle \left|\alpha \right\rangle =\mathrm {e} ^{-{\frac {\left|\alpha \right|^{2}}{2}}}\sum \limits _{n=0}^{\infty }{\frac {\alpha ^{n}}{\sqrt {n!}}}{\frac {\left({\hat {a}}^{\dagger }\right)^{n}}{\sqrt {n!}}}\left|0\right\rangle =\mathrm {e} ^{-{\frac {\left|\alpha \right|^{2}}{2}}}e^{\alpha {\hat {a}}^{\dagger }}\left|0\right\rangle =e^{-{\frac {\left|\alpha \right|^{2}}{2}}}e^{\alpha {\hat {a}}^{\dagger }}\mathrm {e} ^{-\alpha ^{*}{\hat {a}}}\left|0\right\rangle }
Mit der Baker-Campbell-Hausdorff-Formel {\displaystyle \mathrm {e} ^{\hat {A}}\mathrm {e} ^{\hat {B}}=e^{{\hat {A}}+{\hat {B}}}\mathrm {e} ^{[{\hat {A}},{\hat {B}}]/2}} kann man das Produkt der beiden Exponentialfunktionen zusammenfassen, wobei {\displaystyle [{\hat {a}}^{\dagger },{\hat {a}}]=-1}:
{\displaystyle \mathrm {e} ^{\alpha {\hat {a}}^{\dagger }}\mathrm {e} ^{-\alpha ^{*}{\hat {a}}}=\mathrm {e} ^{\alpha {\hat {a}}^{\dagger }-\alpha ^{*}{\hat {a}}}\mathrm {e} ^{-\alpha \alpha ^{*}[{\hat {a}}^{\dagger },{\hat {a}}]/2}=\mathrm {e} ^{\alpha {\hat {a}}^{\dagger }-\alpha ^{*}{\hat {a}}}e^{|\alpha |^{2}/2}}
und somit
{\displaystyle \left|\alpha \right\rangle =\mathrm {e} ^{\alpha {\hat {a}}^{\dagger }-\alpha ^{*}{\hat {a}}}\left|0\right\rangle ={\hat {D}}\left|0\right\rangle .}